# Derek Jeter
Derek Sanderson Jeter (wymowa: /ˈdʒiːtər/; ur. 26 czerwca 1974 w Pequannock w New Jersey) – amerykański baseballista, który grał na pozycji łącznika. Występował w drużynie New York Yankees i był związany z tą drużyną przez całą swoją karierę.
Wystąpił w trzynastu Meczach Gwiazd MLB oraz pięciokrotnie zwyciężył w World Series. Obecność w drużynie, umiejętność przewodzenia drużynie na boisku, zdolność perfekcyjnego uderzania piłki oraz umiejętność zdobywania baz uczyniły go centralną postacią w drużynie z Yankee Stadium i pomogły osiągać sukcesy w drużynie będącej symbolem Nowego Jorku. Od 2003 był kapitanem drużyny dzięki swemu ogromnemu wpływowi na zespół.
Derek Jeter został wybrany w drafcie przez drużynę Yankees w 1992 i zadebiutował w najlepszej lidze baseballowej w 1995. W tym samym roku został wybrany najlepszym debiutantem. Dodatkowo zdobył:
- 5 x Silver Slugger Award
- 5 x Gold Glove Award
- All-Star Game MVP
- World Series MVP.

Ponadto dołączył do grona zawodników, którzy odbili piłkę przynajmniej 3000 razy.
W styczniu 2020 został uhonorowany członkostwem w Baseball Hall of Fame.

## Lata młodzieńcze
Derek Jeter urodził się w Pequannock w New Jersey w 1974. Jego ojciec Sanderson Charles Jeter, lekarz ds. uzależnień, jest Afroamerykaninem, natomiast matka Dorothy, z zawodu księgowa, ma korzenie irlandzko-niemieckie. Charles i Dorothy poznali się podczas służby w US Army w Niemczech. Ojciec grał w drużynie Uniwersytetu Fisk w Tennessee również w baseball na pozycji tej co syn. Derek ma o pięć lat młodszą siostrę Sharlee, gwiazdę uniwersytecką w softball.
Rodzina Jeterów mieszkała w Północnym Arlington zanim przeprowadzili się do Kalamazoo w stanie Michigan, kiedy Derek miał 4 lata. Razem z siostrą mieszkali w Michigan podczas roku szkolnego, natomiast w wakacje mieszkali u dziadków w New Jersey. Młody Jeter został fanem swojej przyszłej drużyny w momencie kiedy dziadek zabrał go na mecz. Ówczesnym idolem Dereka i jego inspiracją był zawodnik Yankees Dave Winfield. W szkole średniej Jeter był gwiazdą baseballu w drużynie Kalamazoo Central High School. W szkole tej grał również w koszykówkę. W 2003 został wprowadzony do Galerii Sław szkoły w Kalamazoo.
Jeter był obserwowany przez Hala Newhousera pracującego dla Houston Astros. Newhouser był zwolennikiem wyboru Jetera w drafcie MLB w 1992, jednakże Astros odrzucili możliwość podpisania kontraktu na rzecz Phila Nevina broniącego barw Cal-State Fullerton. Jeter otrzymał stypendium sportowe by móc grać dla Uniwersytetu w Michigan. Miał również możliwość zrezygnowania z gry w drużynie uniwersyteckiej na rzecz Yankees za milion dolarów lub więcej. W tym samym czasie Astros podpisali kontrakt z Nevinem za 700 000 dolarów. Newhouser był tak załamany z powodu ogromnego potencjału drzemiącego w Jeterze, że zrezygnował z pracy zaraz po podpisaniu kontraktu Astros-Nevin.
Pomimo faktu, że Jeter mógł kontynuować naukę, skaut Dick Groch nalegał, że jedynym miejscem gdzie idzie Derek Jeter jest Cooperstown. Jeter zdecydował się na warty 800 000 dolarów profesjonalny kontrakt i w ten sposób został zawodnikiem New York Yankees.

## Zawodowa kariera

### Wprowadzenie do Major League Baseball (1992–1995)

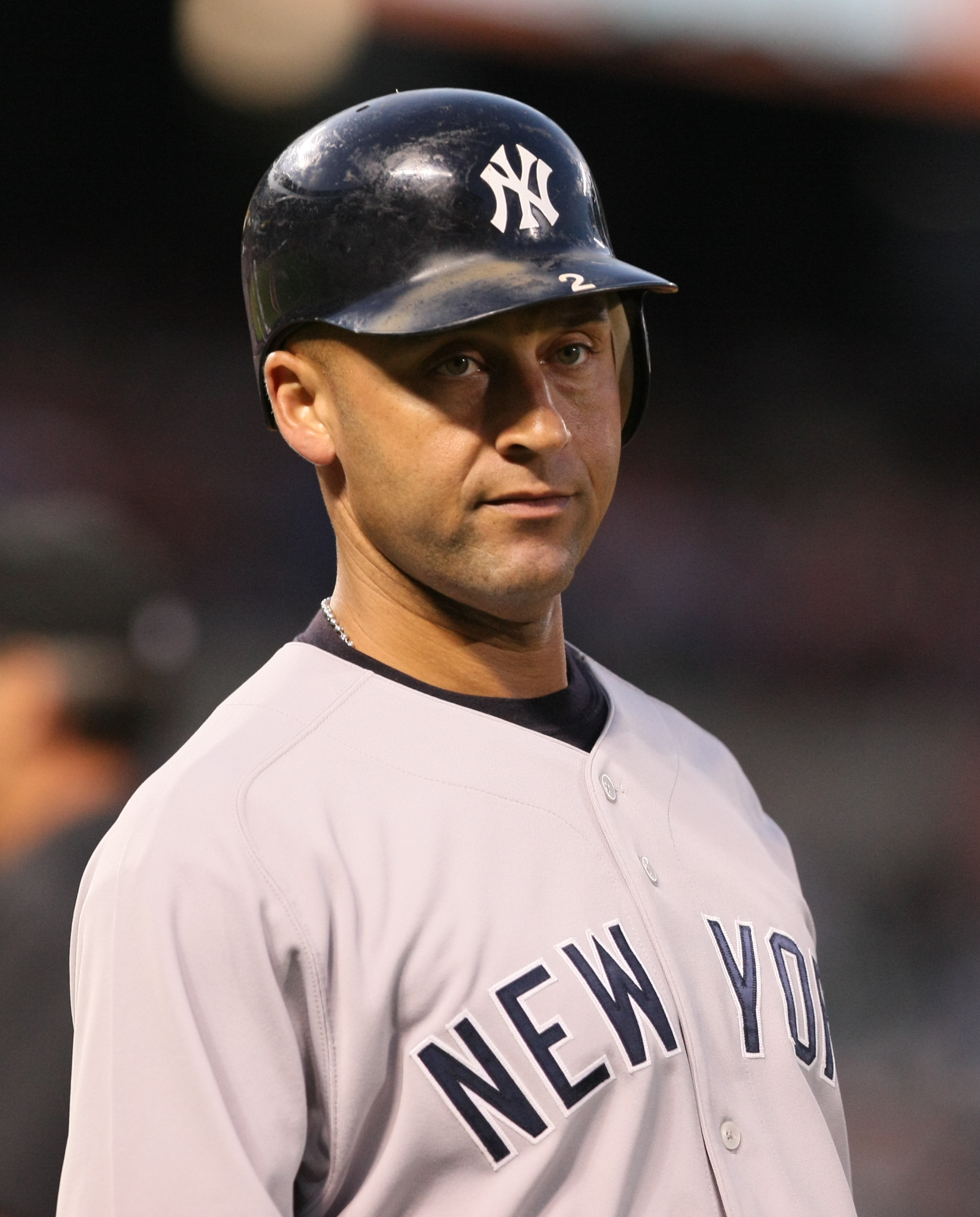
Derek Jeter

Derek Jeter spędził cztery lata w niższych ligach, znanych później jako National Association of Proffesional Baseball Leagues (NAPBL). Jeter zaczął sezon 1992 w drużynie debiutantów, Gulf Coast League zanim przeszedł do Greensboro Hornets. W 1993, grając w Greensboro, Jeter zdobył wiele różnych nagrów, wliczając w to Most Outstanding Major League PRospect of the South Atlantic League. W tym samym roku popełnił jednak 56 błędów. Pomimo tego, Jeter był nominowany do:
- South Atlantic League’s Best Defensive Shortstop
- Most Exciting Player
- Best Infield Arm nominowan przez Baseball America.

W 1994 Jeter grał w:
- Tampa Yankees
- Colonie Yankees
- Columbus Clippers.

### Major League Baseball (1995–2014)
Derek Jeter zadebiutował w MLB 29 maja 1995 w związku w kontuzjami Fernándeza i Pat Kelly’ego. W 1996, w ramach American League Championship Series, Jeter brał udział w niezapomnianej dla kibiców akcji. Podczas gry nr 1 przeciwko Baltimore Orioles przy stanie 4–3 podczas ósmego inningu Jeter uderzył lecącą piłkę w prawą część pola. Jako że Tony Tarasco przesunął się by zagrać piłkę niedaleko ogrodzenia, 12-letni wówczas Jeffrey Maier zauważywszy możliwość złapania piłki, przeskoczył ścianę i złapał ją odrzucając z powrotem na boisko.
W 1999, Jeter prowadził w American League pod względem liczby uderzeń (219) i był na drugim miejscu w lidze pod względem średniej uderzeń (0,349). Również w 1999 drużyna zaproponowała Derekowi nowy kontrakt, gwarantujący 118,5 miliona dolarów za siedem lat gry. Jednakże właściciel Jankesów George Steinbrenner nie chciał bić rekordu, opóźniając podpisanie umowy zanim nie dojdzie do porozumienia w sprawie wartego 143 miliony dolarów ośmioletniego kontraktu między Detroit Tigers a Juanem Gonzálezem. Kiedy nie doszło do jej podpisania, niepewny Jeter zdecydował się na podpisanie rocznej umowy wartej 10 milionów.
W 1999 wraz z drużyną zwyciężył w World Series pokonując w finale zespół Atlanta Braves. W 2003 w Meczu Otwarcia doznał obręczy barkowej w wyniku starcia z Kenem Huckaby, zawodnikiem Toronto Blue Jays. Jeter, który nigdy nie wystąpił w mniej niż 148 meczach w poprzednich siedmiu pełnych sezonach, musiał pauzować przez sześć tygodni opuszczając 36 meczów. W związku z tym jego średnia spadła do 0,324 i musiał on ustąpić miejsca Billowi Muellerowi ze średnią 0,326.
3 czerwca 2003 Steinbrenner nazwał Jetera 11 szeroko rozpoznawalnym kapitanem Jankesów w historii, który objął urząd kapitański w osiem sezonów od zakończenia kariery przez Dona Mattingly w 1995.
Po zakończeniu sezonu 2010 Jeter stał się wolnym agentem po raz pierwszy w historii. Dogadał się z drużyną z Yankee Stadium w sprawie trzyletniego kontraktu z możliwością przedłużenia o kolejny rok. Umowa została podpisana 7 grudnia tego roku.

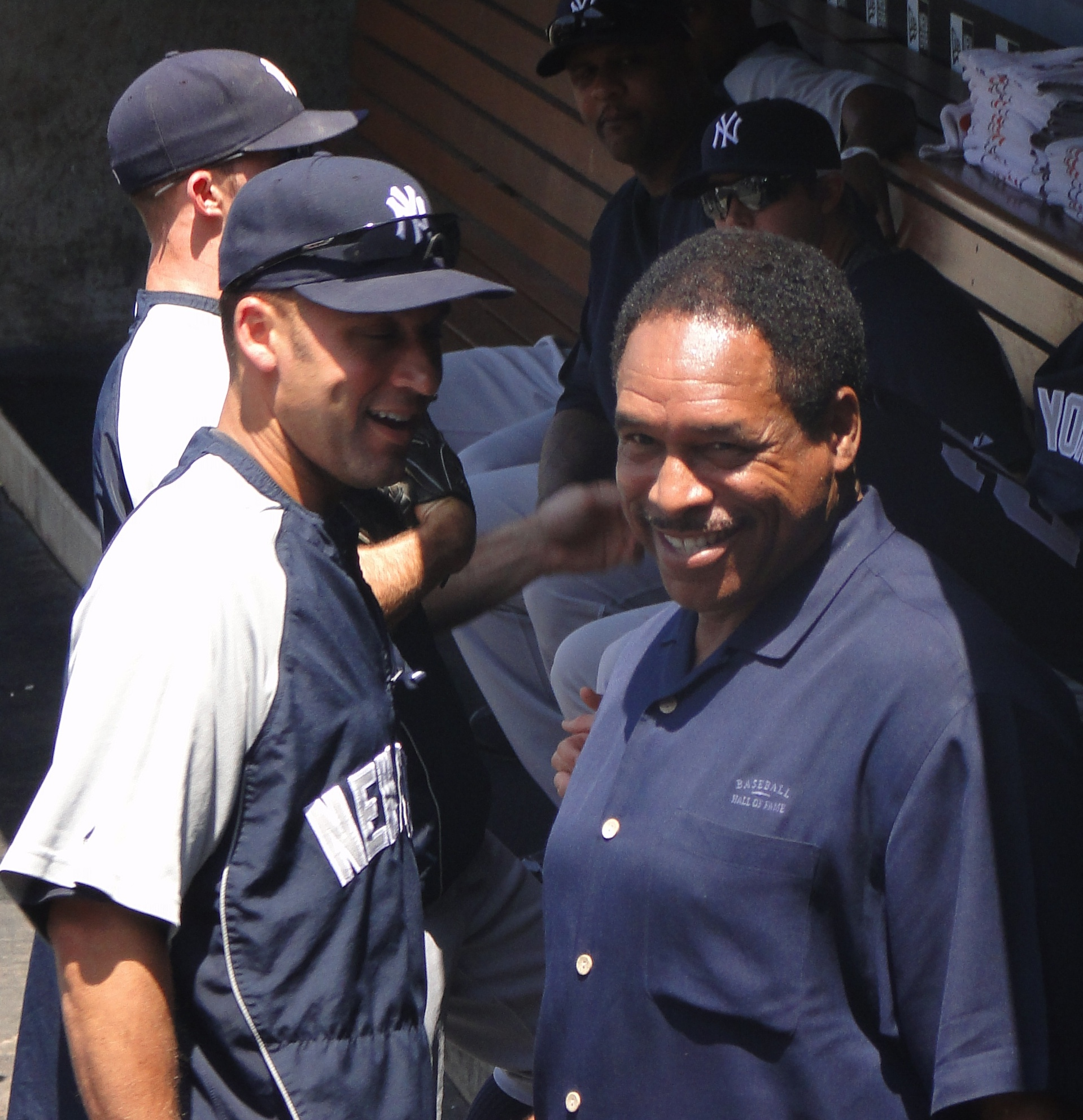
Derek Jeter i Dave Winfield na stadionie Los Angeles Dodgers

28 maja 2011 pobił należący od Ricky’ego Hendersona New York Yankees rekord w liczbie skradzionych baz. W meczu New York Yankees z Seattle Mariners skradł swoją 327. bazę. Dwa tygodnie później, 13 czerwca, Jeterowi odezwała się kontuzja łydki i znalazł się na piętnastodniowej liście kontuzjowanych, będącej dopiero piątym takim momentem począwszy od sezonu 2003. Drużyna prowadziła 14–4 podczas nieobecności Jetera, na którego oddawany głosy aby rozpoczął Mecz Gwiazd 2011 jednakże do tego nie doszło. Zawodnik tłumaczył się, że potrzebuje odpoczynku od stresu emocjonalnego i fizycznego w związku z rekordowym, trzytysięcznym uderzeniem, które odbyło się 9 czerwca 2011.

### Historyczne uderzenie nr 3000

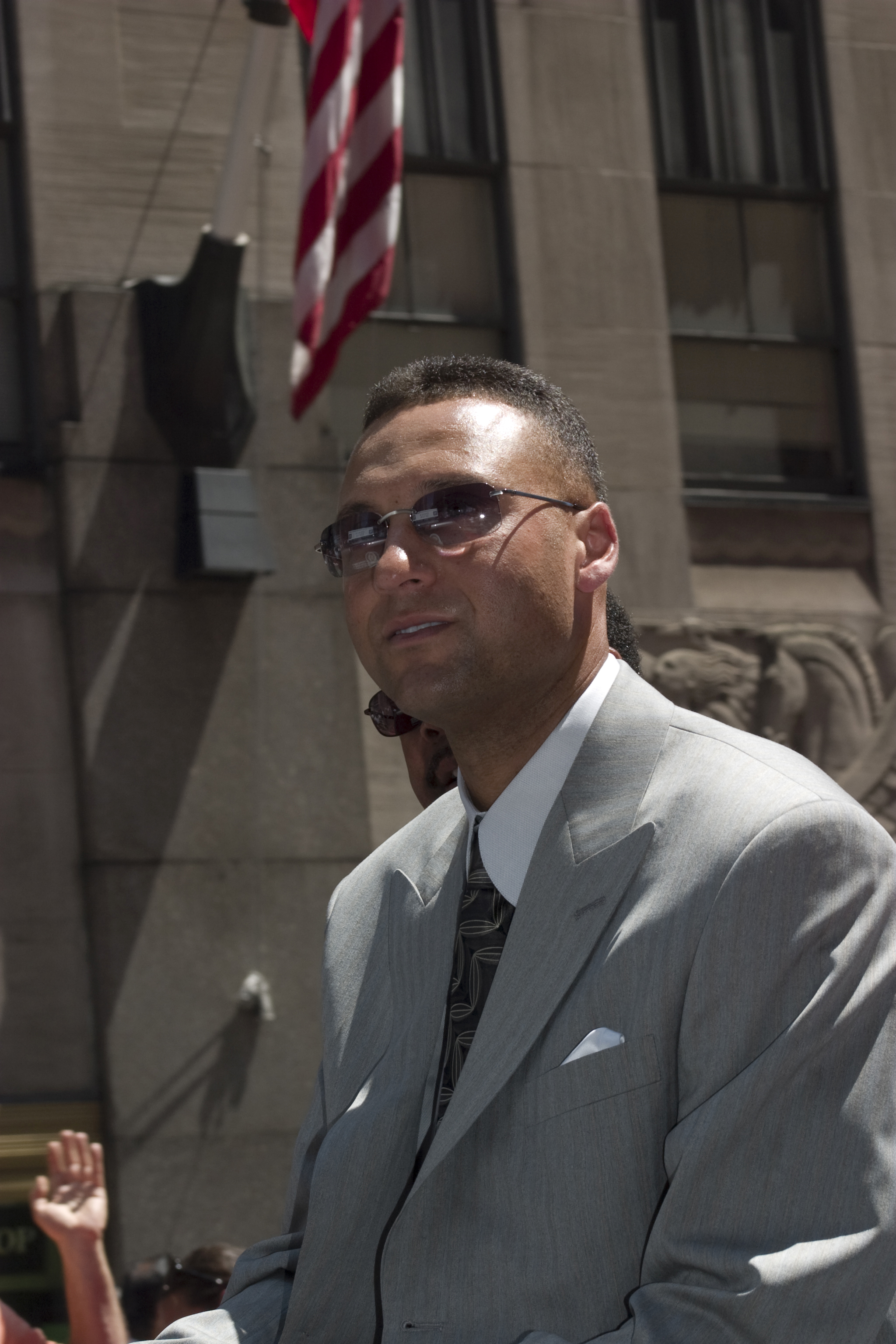
Derek Jeter

9 czerwca 2011 uderzył piłkę po raz trzytysięczny zdobywając home run w trzecim inningu podczas wieczornej gry przeciwko Davidowi Price’owi, zawodnikowi Tampa Bay Rays. Jeter zakończył mecz z wynikiem 5/5 uderzeń, będąc drugim w historii zawodnikiem (po Craigu Biggio), który dokonał tego zdobywając jednocześnie 3000. uderzenie jako shortstop. Ostatnie z jego uderzeń tego dnia było uderzeniem kończącym spotkanie. Jest jak do tej pory jedynym zawodnikiem, który uzyskał wynik trzech tysięcy odbić grając dla jednej drużyny oraz drugim w historii (obok Wade’a Boggsa), który odbił piłkę po raz 3000. uzyskując home run.
6 kwietnia 2014 w meczu przeciwko Toronto Blue Jays zaliczył 3320. uderzenie i przesunął się w klasyfikacji wszech czasów na 8. miejsce.

## Życie prywatne
Derek Jeter posiada apartament na Manhattanie w Trump World Tower oraz domu w Marlboro, New Jersey, Greenwood Lake, Nowym Jorku oraz w Tampie na Florydzie.
Temat życia prywatnego zawodnika był częstym zagadnieniem na łamach wielu czasopism i magazynów począwszy od jego debiuanckiego sezonu 1996. Był w związku z gwiazdą muzyki pop Mariah Carey od 1997 do 1998. Spotykał się również z Miss Universe Larą Dutta, piosenkarką Joy Enriquez i aktorką Jordaną Brewster. Dodatkowo w latach 2003–2006 widywany był z prezenterką Vanessą Minillo. Od listopada 2006 do stycznia 2007 zamieszany był w romans z aktorką Jessicą Biel. W 2008 roku spotykał się z gwiazdą Fright Night Lights Minką Kelly. 9 lipca 2016 poślubił modelkę Hannah Davis, z którą spotykał się od 2012. Mają dwie córki: Bellę Raine (ur. 17 sierpnia 2017) oraz Story Grey (ur. 31 stycznia 2019).
W grudniu 2002 właściciel drużyny George Steinbrenner skrytykował Jetera za przebywanie na przyjęciu urodzinowym do 3 nad ranem podczas sezonu 2002, wypowiadając się na ten temat swojego shortstop, że: „nie był w pełni skupiony” oraz że „to nie było z pozytywnym skutkiem” dla zawodnika.
W 2008 Jeter rozstrzygnął spór podatkowy z Nowojorskim Departamentem ds. Podatków i Finansów (ang. New York Department of Taxion and Finance). Urząd orzekł, że zawodnik powinien był zapłacić podatek dochodowy za okres 2001–2003, w związku z kupnem przez niego apartamentu na Manhattanie w 2001. Jeter ulokował swoją rezydencję w Tampie w 1994 i przyznał, że wciąż był mieszkańcem Florydy w czasie, kiedy nie było stanowego podatku dochodowego.
Derek Jeter jest dobrym przyjacielem innego zawodnika Jankesów, Jorge Posady i był drużbą na jego weselu. Odnowił również znajomość z innym Jankesem, Alexem Rodriguezem po strzelaninie, która miała miejsce kilka lat temu.

## Rekordy wyrównane lub pobite przez Dereka Jetera
- 18 czerwca 2005 w meczu przeciwko Chicago Cubs zdobył jak do tej pory jedyny grand slam, po dziesięciu latach gry w najwyższych ligach[26]
- 27 czerwca 2008 Jeter zdobył 400. double[27]
- 17 lipca 2008 Jetet zdobył 200. home run[28]
- 14 września 2008 Jeter wyrównał, a 16 września 2008 pobił rekord Lou Gehriga pod względem liczby uderzeń[29]
- 24 lipca 2009, zajął należące do Teda Williamsa 68. miejsce pod względem liczby uderzeń z wynikiem 2655[30]
- 2 sierpnia 2009, Jeter zagrał w meczu nr 2084, wyrównując rekord legendarnego zawodnika Janeksów, Babe’a Rutha, czwarty w historii drużyny[31]
- 16 sierpnia 2009 Jeter zdobył uderzenie nr 2673 i 2674 pokonując tym samym Luisa Aparicio, w ilości zdobytych uderzeń przez zawodnika na pozycji shortstop w historii ligi MLB[32]
- 11 września 2009 Jeter ustanowił rekord wszech czasów drużyny w Nowego Jorku. Przewyższył Lou Gehriga uderzeniem nr 2722 w meczu z Baltimore Orioles[33]
- 12 czerwca 2010 Jeter zdobył 3000. uderzenie (wliczając w to wszystkie mecze w barwach New York Yankees) w meczu przeciwko Houston Astros[34]
- 28 maja 2011 Jeter skradł 327. bazę, bijąc klubowy rekord Hendersona pod tym względem[35]
- 9 lipca 2011, Jeter stał się 28. w historii zawodnikiem, który uzyskał wynik 3000 uderzeń w meczach sezonu regularnego w meczu przeciwko Tampa Bay Rays. Jest również pierwszym zawodnikiem w historii drużyny, który tego dokonał[36]
- 14 lipca 2011, Jeter i Posada rozegrali 1660. wspólny mecz w barwach Jankesów, bijąc rekord należący do Lou Gehriga i Tony’ego Lazerri[37]